# Let EgyptAir 804
Let EgyptAir 804 byl pravidelný mezinárodní let společnosti EgyptAir z letiště Charlese de Gaulla v Paříži na mezinárodní letiště do Káhiry. Letadlo Airbus A320-200, používané na této lince, zmizelo 19. května 2016 o 02:45 SELČ nad Středozemním mořem v egyptském vzdušném prostoru.
Egyptské úřady později ve stejný den oznámily, že byly nalezeny trosky dopravního letadla přibližně 80 kilometrů jihovýchodně od poslední známé pozice letadla, nedaleko řeckého ostrova Karpathos. Vedení řeckého úřadu pro vyšetřování leteckých nehod následně prohlásilo, že nalezené trosky nepatří nezvěstnému letadlu, což později oficiálně potvrdila i společnost EgyptAir. Trosky letadla spolu s osobními věcmi cestujících byly objeveny 20. května 2016 pátrací skupinou egyptských ozbrojených sil ve Středozemním moři přibližně 290 kilometrů severně od pobřeží města Alexandrie.
Na palubě bylo 56 pasažérů, 2 piloti, 5 letušek a 3 bezpečnostní pracovníci.
První let tohoto letadla proběhl 25. července 2003 a 3. listopadu 2003 byl dodán letecké společnosti EgyptAir. Kapitán měl nalétáno 6 275 hodin, z toho 2 101 hodin na Airbusu A320. Druhý pilot měl nalétáno 2 766 hodin.

## Letadlo
Havarovaný stroj byl Airbus A320-232 s imatrikulační značkou SU-GCC. První let uskutečnil 25. července 2003 a 3. listopadu téhož roku byl dodán společnosti EgyptAir. Rutinní údržbářské kontroly byly na letadle naposledy provedeny 18. května v Káhiře, předtím než odletělo do Paříže.[zdroj?] V ten den šlo už o jeho pátý let: z Asmary v Eritreji letělo do Káhiry, pak do Tunisu a zpět a následně z Káhiry do Paříže.

## Let

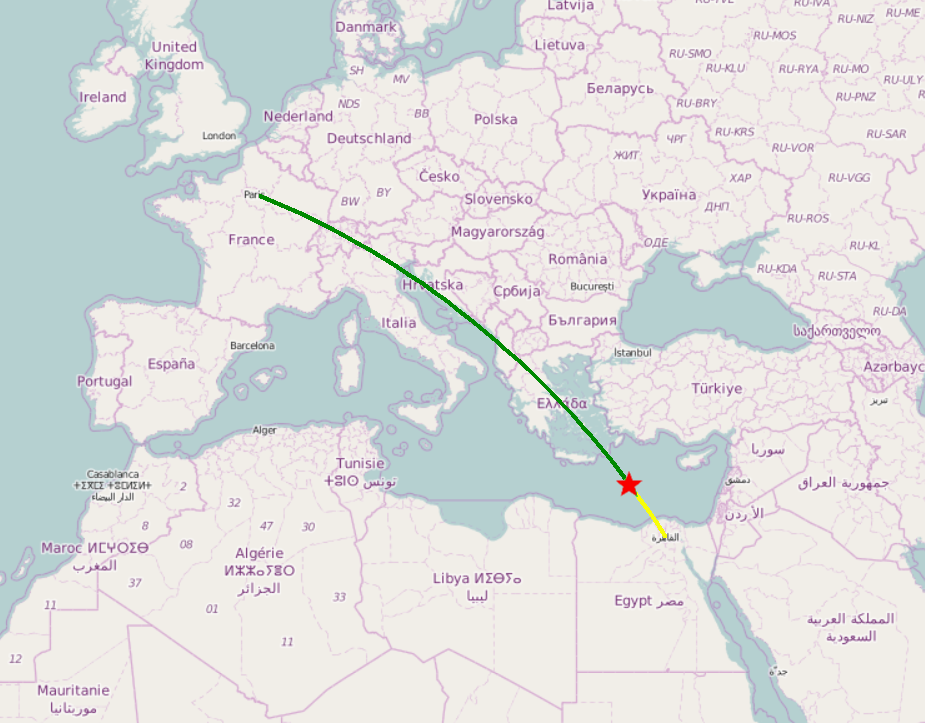
Trasa letu 804, červená hvězda značí místo, kde byl s letounem ztracen radarový kontakt a žlutá čára zbývající dráhu letu.

Letadlo odstartovalo z letiště Charlese de Gaulla v Paříži 18. května 2016 ve 23:09 (všechny časy odpovídají zóně UTC+2, která je používána i v Egyptě). Následně letělo v letové hladině 11 280 metrů za jasného počasí. Krátce poté, co vstoupilo do egyptského vzdušného prostoru nad Středozemním mořem, s ním byl 19. května ve 02:45 ztracen radarový kontakt. V té době se stroj nacházel přibližně 290 kilometrů severně od egyptského pobřeží a zhruba ve stejné vzdálenosti od řeckého ostrova Kastelorizo. Letadlo bylo ztraceno v čase 3 hodiny a 25 minut po startu z Paříže. Řízení letového provozu nezaznamenalo žádný nouzový signál z letadla před zmizením.
Řecký ministr obrany Panos Kammenos poznamenal, že těsně před zmizením z radarů se letadlo stočilo o 90 stupňů doleva a následně z letové hladiny 11 280 metrů prudce kleslo na 4600 metrů, přičemž se otočilo o 360 stupňů doprava. Let 804 měl v Káhiře přistát ve 03:05. 

## Pátrání po troskách
Společnost EgyptAir původně 19. května oznámila, že byly nalezeny trosky dopravního letadla přibližně 80 kilometrů jihovýchodně od poslední známé pozice letadla, nedaleko řeckého ostrova Karpathos. Vedení řeckého úřadu pro vyšetřování leteckých nehod následně prohlásilo, že nalezené trosky nepatří nezvěstnému letadlu, což později oficiálně potvrdila i společnost EgyptAir.
Řecké ministerstvo národní obrany mimo jiné vyšetřuje i zprávu kapitána obchodní lodi, který tvrdí, že viděl „hořící objekt na obloze“ přibližně 240 kilometrů jižně od ostrova Karpathos.
20. května egyptské ozbrojené síly našly trosky letadla a osobní věci cestujících ve Středozemním moři, 290 kilometrů severně od pobřeží egyptského přístavního města Alexandrie.
1. června zachytila francouzská pátrací loď signál černé skříňky. Potvrdila tak informaci egyptských vyšetřovatelů. 15. června 2016 vyšetřovatelé nalezli vrak letadla EgyptAir 804.

## Vyšetřování
Vyšetřovatelé z Egyptského ministerstva pro civilní letectví v prosinci 2016 oznámili, že v troskách letadla byly nalezeny stopy po výbušninách, čímž byly potvrzeny předešlé hypotézy. Egyptské ministerstvo pro civilní letectví tedy předalo vyšetřování Egyptské generální prokuratuře, protože se již nejedná o nešťastnou náhodu, ale trestný čin.

## Cestující a posádka

### Cestující
Na palubě letělo 56 cestujících z 13 různých zemí, přičemž někteří cestující měli dvojité občanství. Mezi pasažéry bylo 30 Egypťanů, 15 Francouzů, 2 Iráčané a 1 Brit, Kanaďan, Belgičan, Kuvajťan, Saúdský Arab, Alžířan, Súdánec, Čaďan a Portugalec. Tři cestující byly děti, včetně dvou kojenců.

### Posádka
Desetičlenná posádka se skládala ze dvou pilotů, pěti letušek a tří bezpečnostních pracovníků společnosti EgyptAir. Podle údajů společnosti EgyptAir měl kapitán letadla celkem nalétáno 6275 letových hodin, včetně 2101 hodin na typu Airbus A320, zatímco první důstojník 2766 hodin.